# Boeing X-32
El Boeing X-32 fue un proyecto de avión de combate multipropósito, que fue propuesto por el fabricante estadounidense Boeing para el programa Joint Strike Fighter. Finalmente, perdió la pugna frente a la propuesta de la Lockheed Martin, el X-35, que posteriormente se convertiría en el F-35 Lightning II.

## Desarrollo

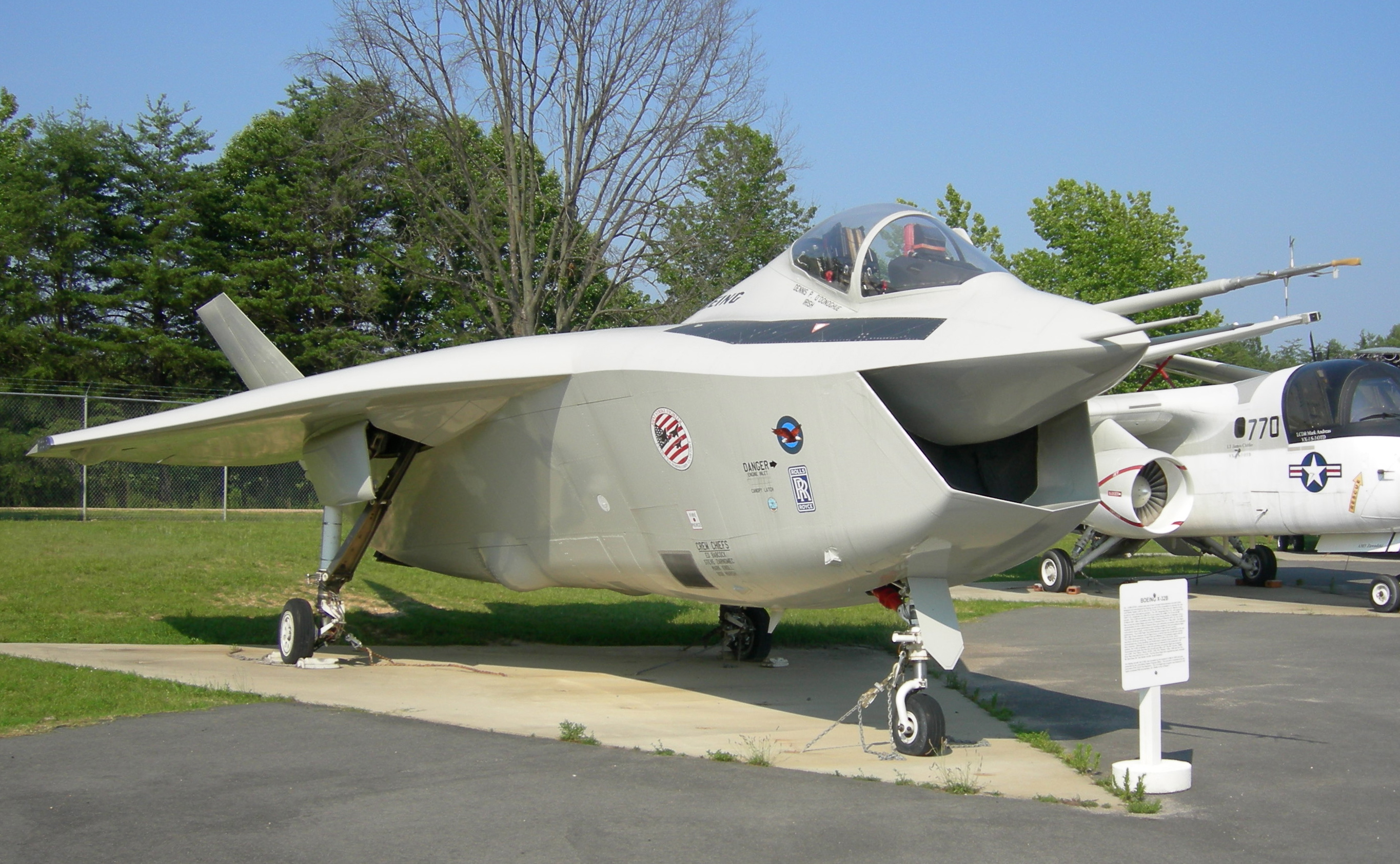
Boeing X-32B expuesto en el Museo Aeronaval Patuxent River.

En 1993, la Defense Advanced Research Projects Agency, más conocida por el acrónimo DARPA, presentó las bases del programa Common Affordable Lightweight Fighter (CALF).  El objetivo de dicho proyecto era el de desarrollar un avión de diseño de tecnología furtiva, de cara al reemplazo de todos los aviones de caza y ataque ligeros del Departamento de Defensa de los Estados Unidos. Este proyecto contemplaba la sustitución de los F-16 Fighting Falcon de la USAF, los F/A-18 Hornet de la Armada de los Estados Unidos y Cuerpo de Marines de los Estados Unidos, y los AV-8B Harrier II del Cuerpo de Marines. Alrededor del mismo tiempo, el proyecto Joint Advanced Strike Technology (JAST) fue también presentado. En 1994, el Congreso de los Estados Unidos ordenó que ambos proyectos se uniesen, creando así el programa Joint Strike Fighter.
Diversas compañías tomaron parte de la lucha en la primera parte del proyecto, que se basaba en el diseño del concepto de propuesta de aeronave, para luego presentarla al Departamento de Defensa para su examen. Sin embargo, el 16 de noviembre de 1996, únicamente los fabricantes Boeing y Lockheed Martin lograron el contrato para el desarrollo, permitiéndoseles producir a cada una de las empresas dos de sus propuestas. En dicho contrato, los aviones de combate debían demostrar cualidades para el despegue y aterrizaje convencional (CTOL), capacidad para despegar y aterrizar en portaaviones, y capacidad para el despegue corto y aterrizaje vertical (STOVL).

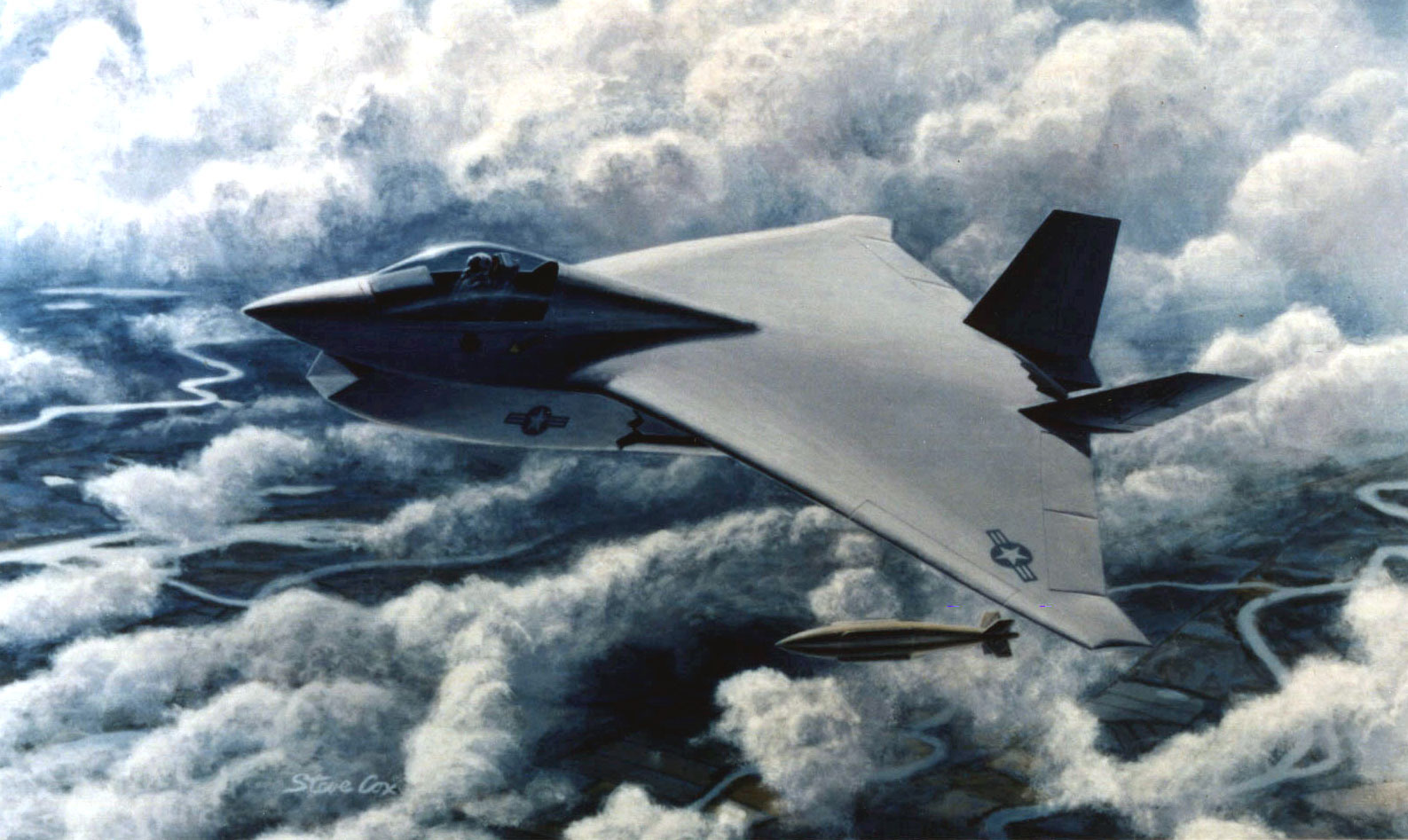
Boeing X-32A. Imagen artística de cómo hubiera sido el avión de serie.

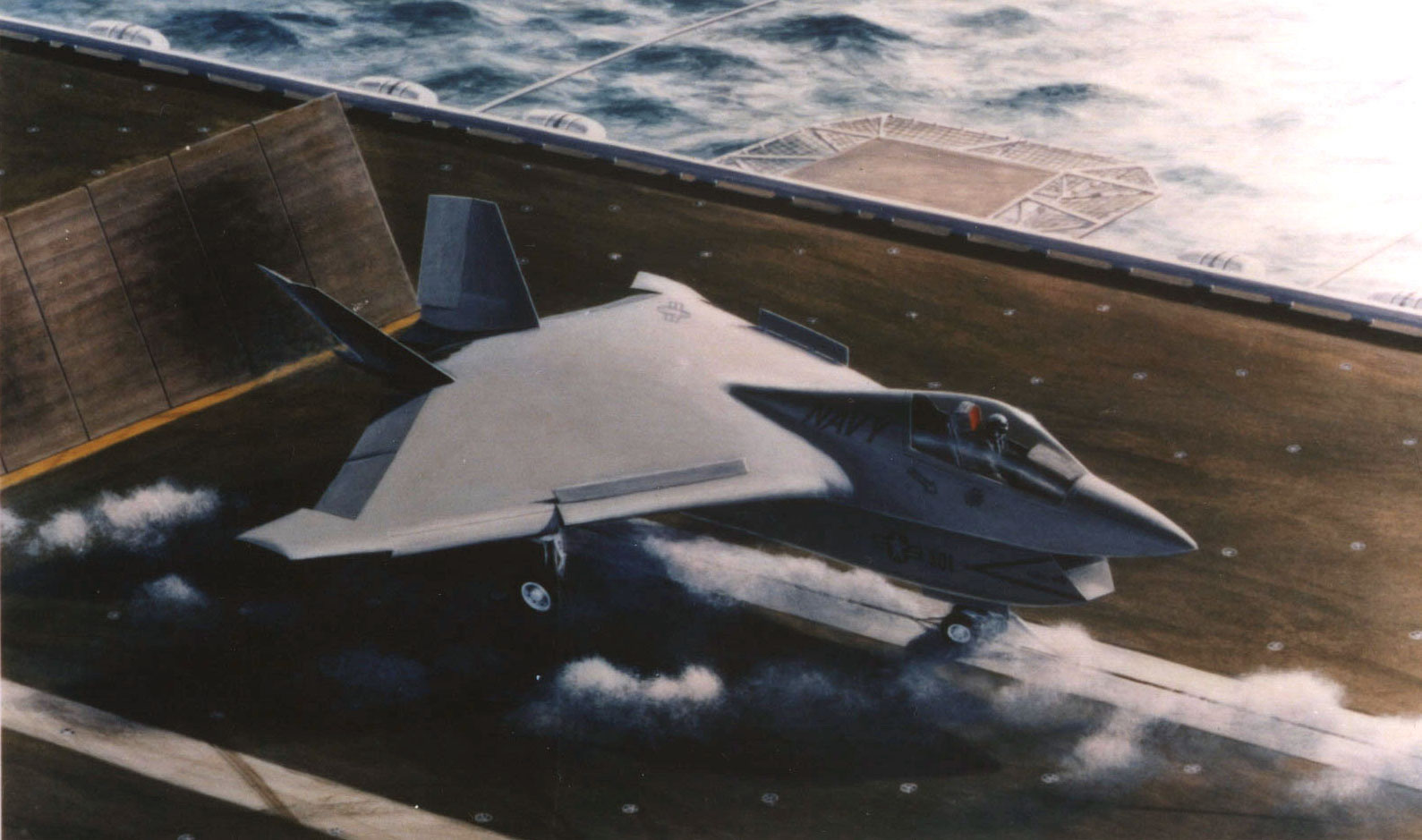
Boeing X-32.

Uno de los principales aspectos de dicho programa era la prohibición del Gobierno de los Estados Unidos para que las empresas pudiesen financiar con sus propios recursos el proyecto.  A cada uno de los fabricantes se les otorgó 750 millones de dólares para desarrollar y producir las dos aeronaves (incluyendo aviónica, software y hardware). Este límite presupuestario tenía como objetivo que las empresas adoptasen técnicas de fabricación menos costosas, a la vez que también se evitaba que tanto Boeing como Lockheed Martin entrasen en una fuerte y costosa pugna, que podía llevar al perdedor a la bancarrota.

## Versiones
X-32A
Prototipo de aterrizaje y despegue convencionales, uno construido.
X-32B
Prototipo de aterrizaje y despegue verticales, uno construido.

## Operadores
Estados Unidos
- DARPA

## Especificaciones
Referencia datos: Frawley

### Características generales
- Tripulación: Uno (piloto)
- Longitud: 13,7 m (45 ft)
- Envergadura: 11 m (36 ft)
- Altura: 5,3 m (17,3 ft)
- Superficie alar: 54,8 m² (589,9 ft²)
- Peso vacío: 10 900 kg (24 023,6 lb)
- Peso cargado: 19 000 kg (41 876 lb)
- Peso máximo al despegue: 17 200 kg (37 908,8 lb)
- Planta motriz: 1× turbofán con posquemador Pratt & Whitney F119.
  - Empuje normal: 125 kN (12 746 kgf; 28 101 lbf) de empuje.
  - Empuje con postquemador: 191 kN (19 476 kgf; 42 939 lbf) [4] de empuje.

### Rendimiento
- Velocidad nunca excedida (Vne): Mach 1,6 en altitud
- Alcance en misión de perfil USAF: 1574 km
- Alcance en misión de perfil Armada de los Estados Unidos: 1389 km
- Alcance en misión de perfil Cuerpo de Marines de los Estados Unidos/Marina Real británica: 1112 km

### Armamento
- Cañones: 

  - Un M61A2 de 20 mm, o
  - Un Mauser BK-27 de 27 mm
- Otros: 

  - Internamente: 6x misil aire-aire AMRAAM o 2x AMRAAM y 2x bomba guiada de 900 kg
  - Externamente: Aprox. 6800 kg de cargas externas a máximo alcance, incluyendo armas guiadas, misiles antirradiación, armas aire-superficie, y depósitos de combustible auxiliares

### Aeronaves similares
- Lockheed Martin X-35
- British Aerospace P.125
- Mikoyan LMFS project 1.27

### Secuencias de designación
- Secuencia X-_ (Aviones eXperimentales estadounidenses, 1948-presente): ← X-29 - X-30 - X-31 - X-32 - X-33 - X-34 - X-35 →

### Listas relacionadas
- Anexo:Cazas de reacción de quinta generación
- Anexo:Aeronaves de la Fuerza Aérea de los Estados Unidos (históricas y actuales)